# Adamov most
Adamov most (ang. Adam's Bridge, tudi Ramov most) je niz plitvin in nizkih otokov v dolžini okrog 45km med otokoma Mannar (Šrilanka) in Rameswaram (Indija). Po muslimanskem izročilu je Adamov most zgradil Adam na poti proti Adamovem vrhu, po hindujskem izročilu pa ga je zgradil vrhovni vladar Rama - sedmi avatar boga Višnuja, ena njegovih najbolj priljubljenih inkarnacij skupaj s Krišno in Gautama Budo), da bi rešil ženo Sito.

## Geografija
Adamov most leži v ožini na točki, kjer sta Indija in Šrilanka najbližje. Poteka od otoka Pamban, ki se nahaja ob jugovzhodni obali indijske zvezne države Tamil Nadu, na otok Mannar, ob severozahodni obali Šrilanke. Na Šrilanki je konec otočne verige na otoku Mannar v kraju Talaimannar, na otoku Pamban je na indijskem koncu romarski kraj Rameswaram in prvi, ki ga je uničil ciklon leta 1964 Dhanushkodi. Dolžina med konico vzhodno od Danushkodija in otokom Mannar v velikem loku verige otočkov je približno 30 km.
Adamov most ločuje Palkov zaliv, ki leži severno od njega in od Mannarskega zaliva na jugu skozi Palkov preliv. Meja med Indijo in Šrilanko teče nad enim od majhnih otokov. To naj bi bila najkrajša kopenska meja med dvema državama.

## Ime in mitologija
V Indiji je Adamov most znan po hindujskem mitu kot Ramov most ali Rama Setu (sanskrtsko).  V epski Ramajani je opisano, kako je vojska mitoloških opičjih ljudi pod vodstvom Hanumana zgradila most, čez katerega bi božji kralj Rama prišel v Lanko, da bi rešil svojo ženo Sito, ki jo je ugrabil demonski kralj Ravana. Ortodoksni Hindujci menijo, da je prisotnost otoške verige med Indijo in Šrilanko "dokaz" zgodovinskosti dogodkov, opisanih v Ramajani.

## Projekt prekopa
Adamov most lahko prečkajo le majhne ribiške ladje. Manjše ladje lahko uporabljajo prehod Pamban med otokom Pamban in indijskim delom. Večje ladje, ki potujejo med indijsko zahodno in vzhodno obalo, morajo pluti okoli Šrilanke, kar je velik obvoz. Od konca 18. stoletja so bile ideje za izgradnjo plovnega kanala preko Adamovega mosta, ki bi bistveno skrajšal morske poti. V zadnjem času se je začel projekt Sethusamudram Shipping Canal. Leta 2004 je vlada države Tamil Nadu odobrila projekt, vendar se je srečala z ostrim nasprotovanjem, še posebej iz hindujskih verskih krogov. Projekt je bil vložen na vrhovno sodišče Indije, katerega končna odločitev je v teku.